# Vallée de Kinsei
Kinsei Vallis
Pour les articles homonymes, voir Kinsei.
La vallée de Kinsei (désignation internationale : Kinsei Vallis) est une vallée située sur Vénus dans le quadrangle de Greenaway. Elle a été nommée en référence au nom japonais de la planète Vénus.